# Марсель (вітрило)

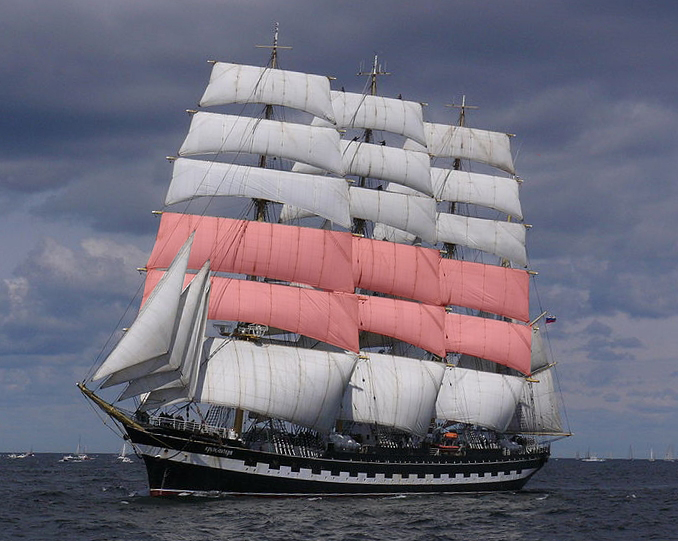
Розрізні марселі барка «Крузенштерн» (виділено червоним). Видно фор-марселі, грот-марселі першої і другої грот-щогл. У барка відсутні крюйс-марселі, бо на бізань-щоглі їх замінює топсель над гафельною бізанню.

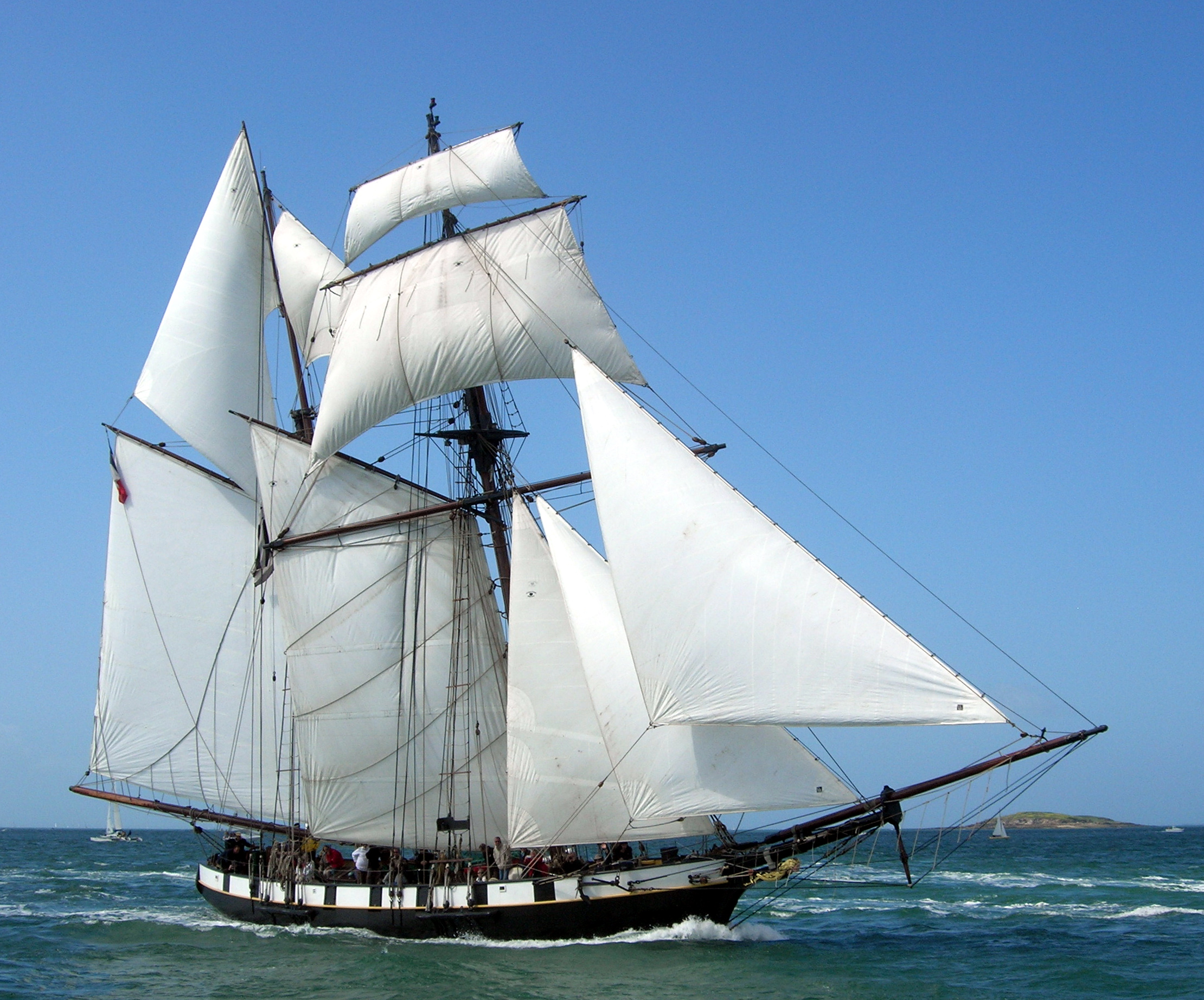
Марсель марсельної шхуни.

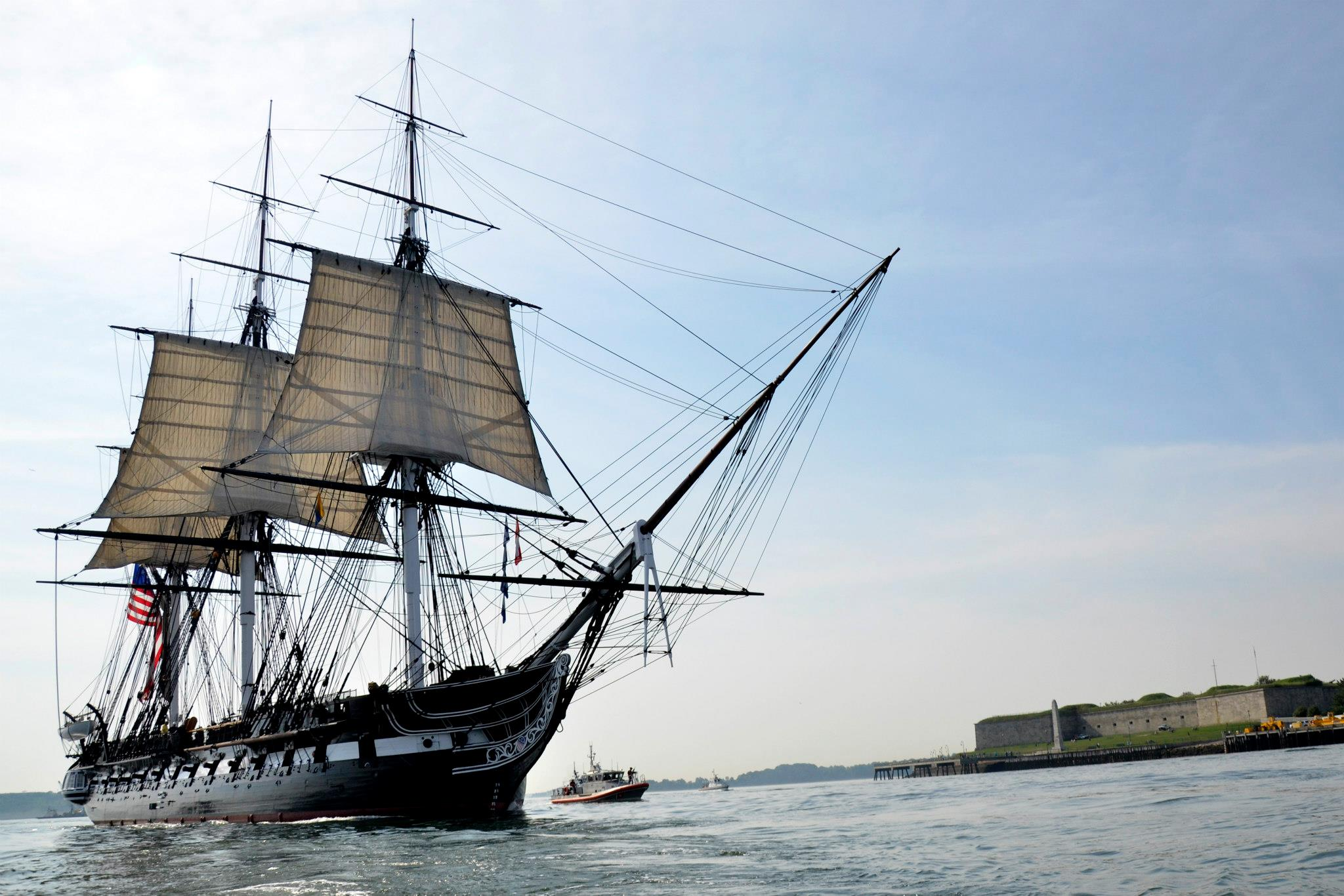
Фрегат «Конституція» під марселями

Ма́рсель (нід. marszeil — «марсове вітрило») — пряме вітрило, що належить до 2-го ярусу вітрил, тобто ставиться над нижнім вітрилом (прямим або гафельним) під брамселем. Снасть для піднімання марса-реї називається марса-фал чи драйреп. Залежно від приналежності до тієї чи іншої щогли марселі мають окремі найменування: на фок-щоглі — фор-марсель, на грот-щоглі — грот-марсель і на бізань-щоглі — крюйс-марсель (також крюйсель).
Слово «марса-» додають до найменування рангоуту, такелажу і вітрил, що мають відношення до марселя.
Марсель має частіше за все форму правильної трапеції, і піднімається на марса-реї. Для підняття полотнища марселя до реї колись використовувалися спеціальні бігун-талі, які були найдовшими талями на судні.
Марса-рея має закріплені на її середині на шкентелях 1-2 драйреп-блоки, через шківи яких проходить марса-фали (драйрепи). Останні виготовляються з 4-пасмового троса і клетнюються білим шкімушгаром для запобігання перетиранню. Згорнутий марса-фал укладається в марсофальну діжку, завдяки якій він зберігається в чистоті.
Марса-лісель — додаткове вітрило, яке ставиться збоку від марселя при легких вітрах.
На великих сучасних вітрильних суднах конструкцією можуть бути передбачені два марселі — верхній і нижній (такий марсель називають розрізним).
Від марселя слід відрізняти топсель — косе трикутне, рідше чотирикутне вітрило, яке підіймають над гафельним, люгерним або шпринтовим. Якщо на шхуні на фок-щоглі замість топселя піднятий марсель, така шхуна називається марсельною.
Марсель існував вже на кораблях Стародавнього Риму: невелике вітрило у формі рівнобедреного трикутника (лат. siparum, грец. σίφαρος) піднімали над прямим нижнім вітрилом.

## Розташування
| Розташування нерозрізних марселів               | Розташування розрізних марселів |
|                                                 | |
| 1. крюйс-марсель 2. грот-марсель 3. фор-марсель | 1. нижній крюйс-марсель 2. верхній крюйс-марсель 3. нижній грот-марсель 4. верхній грот-марсель 5. нижній фор-марсель 6. верхній фор-марсель |